# Omphisa
Omphisa is een geslacht van vlinders uit de familie van de grasmotten (Crambidae), uit de onderfamilie van de Spilomelinae. De wetenschappelijke naam van dit geslacht is voor het eerst voorgesteld door Frederic Moore in een publicatie uit 1886.

## Soorten
- O. anastomosalis (Guenée, 1854)
- O. caustalis Hampson, 1913
- O. fuscidentalis (Hampson, 1896)
- O. illisalis (Walker, 1859)
- O. ingens Hampson, 1899
- O. leucostolalis Hampson, 1918
- O. repetitalis Snellen, 1890
- O. robusta Janse, 1928
- O. vaovao Viette, 1973
- O. variegata Kenrick, 1912